# Dark Rock
Dark Rock, auch Dark Alternative Rock genannt, bezeichnet eine Form der Rockmusik, die in der zweiten Hälfte der 1990er überwiegend aus dem Metal-Umfeld hervorging.
Beim Dark Rock wird vermehrt auf Alternative-Rock-Elemente zurückgegriffen, die Kompositionen um elektronische Nuancen (bspw. durch Keyboards, insbesondere durch den Gebrauch synthetischer Klavier-Klänge) erweitert, ohne jedoch dabei das Metal-Umfeld vollständig zu verlassen. Der Gesang bewegt sich zumeist zwischen Bariton und Bass und soll – in Zusammenspiel mit der Musik – eine melancholische Grundstimmung erzeugen.
Insbesondere im musikjournalistischen Bereich wird das Genre häufig mit dem Gothic Rock verwechselt und entsprechend vermarktet. Trotz vereinzelter Gothic-Rock-Anleihen sind beide Genres stilistisch jedoch nicht miteinander verwandt.

## Hintergrund
Als Gruppen wie Paradise Lost und Secret Discovery in der zweiten Hälfte der 1990er Jahre verstärkt nach neuen Ausdrucksmöglichkeiten suchten, nutzten sie zeitgemäße Elemente, um ihr Klangbild zu erweitern. Daraufhin erfolgte eine Abkehr vom Metal und die Entwicklung eines neuen Genres, des Dark Rock.
Die melancholische Grundstimmung spiegelt sich oft auch in den musikalischen Eigenbezeichnungen der jeweiligen Band wider. So titulieren Lacrimas Profundere beispielsweise ihre Musik als Rock ’n’ Sad. Die Band End of Green bezeichnet hingegen ihren Stil als Depressed Subcore.
In Finnland entwickelte sich mit Gruppen wie HIM oder The 69 Eyes eine ähnliche Szene, die besonders um die Jahrtausendwende weltweite Erfolge erzielte und mit Vertretern wie Charon, Sinamore und End of You bis heute Bestand hat.

„In den frühen 1990s waren wir Stockholmer Bands, wie den Backyard Babies, nahe. Wir machten die gleiche Musik und spielten in ähnlichen Clubs. Irgendwann gingen wir in verschiedene Richtungen. Sie nahmen den Punk-Weg – wir den Dark Rock. Wir als Finnen haben einfach unsere melancholische Art gefördert, die wir ohnehin im Blut haben.“

Die Bezeichnung „Dark Rock“ trat 1997 zunächst in Zusammenhang mit dem Album Slave der Metalband Secret Discovery in Erscheinung und wurde später von Nick Holmes, Sänger der Band Paradise Lost, verwendet, um das 1999er Album Host zu umschreiben. Anschließend kam die Bezeichnung in Verbindung mit der deutschen Gruppe Zeraphine zum Einsatz und wurde nachfolgend auf weitere Bands ausgedehnt, die sich stilistisch zwischen Alternative Rock, Metal und moderner, elektronischer Musik bewegen.
Vereinzelt gibt es Überschneidungen mit Stilformen wie Symphonic Metal und Symphonic Rock. Diese Eigenart lässt sich beispielsweise bei Symphonic-Metal-Bands wie Xandria oder Within Temptation erkennen. Des Weiteren bestehen bei einigen deutschsprachigen Vertretern wie Eisheilig und Schock Stilmischungen mit der Neuen Deutschen Härte.

## Vertreter (Auswahl)
- The 69 Eyes
- The Crest
- Charon
- Down Below
- Eisheilig
- End of Green
- Felsenreich
- Golden Apes
- HIM
- Lacrimas Profundere
- Lord of the Lost
- Mono Inc.
- Paradise Lost
- Rozencrantz
- Schock
- Scream Silence
- Secret Discovery
- Unzucht
- Zeraphine